# Arxiu Municipal de Cardona
L'Arxiu municipal de Cardona és una secció de l'Arxiu Comarcal del Bages (conveni signat el 31 de gener de 1984 amb el Departament de Cultura).

## Fons[1]
Entre els documents que custodia es poden destacar:
- La carta de població de Cardona, va ser atorgada el 23 d'abril de 986 pel comte de Barcelona Borrell II als habitants del terme del castell de Cardona. És un dels documents més importants de la Catalunya medieval per la seva significació històrica, amb interès a nivell català i peninsular. Va ser restaurada l'any 1995 pel laboratori de restauració de l'Arxiu Nacional de Catalunya. La intervenció va tornar el pergamí a l'estat més proper a l'original, i va eliminar antigues intervencions realitzades en el segle xviii. Es va declarar BCIN el 25 de novembre de 1997.
- El Plano del Castillo y Salinas y contornos de Cardona del Excelentísimo Señor Duque de Cardona (segle xviii). Aquest plànol es va trobar els anys 80 del segle XX en unes dependències de l'empresa “Mines de Cardona”, concessionària de l'explotació de la mina. Atès el greu estat de conservació del plànol, l'any 1988 l'empresa en va fer donació a l'Arxiu Històric de Cardona el qual, conjuntament amb el llavors Servei d'Arxius, van tramitar la restauració del document per part del Servei de Restauració de Béns Mobles de la Generalitat de Catalunya. Aquest plànol va ser fet, probablement, durant la primera meitat del segle xviii i està presidit per l'escut de la casa ducal dels Medinaceli, senyors de Cardona des de finals del segle xvii. A banda de la interessant representació cartogràfica de les salines, inclou una vista de la vila i del castell de Cardona, així com els dibuixos de diversos personatges vestits amb robes del segle xviii.
- El fons històric municipal (segles X-XX) i el fons Mines de Cardona (1914-1990).